# Ladis Galarza Lizarza
Ladis Galarza Lizarza, llamado Ladis Galarza (nacido en Baraibar, Navarra el 13 de julio de 1990), es un jugador español de pelota vasca en la modalidad de mano. Es hijo del campeón manomanista, Galarza III. Asimismo su tío Galarza V, es pelotari profesional, habiendo debutado en 1998, también en la modalidad de pelota mano.